# Khe mang

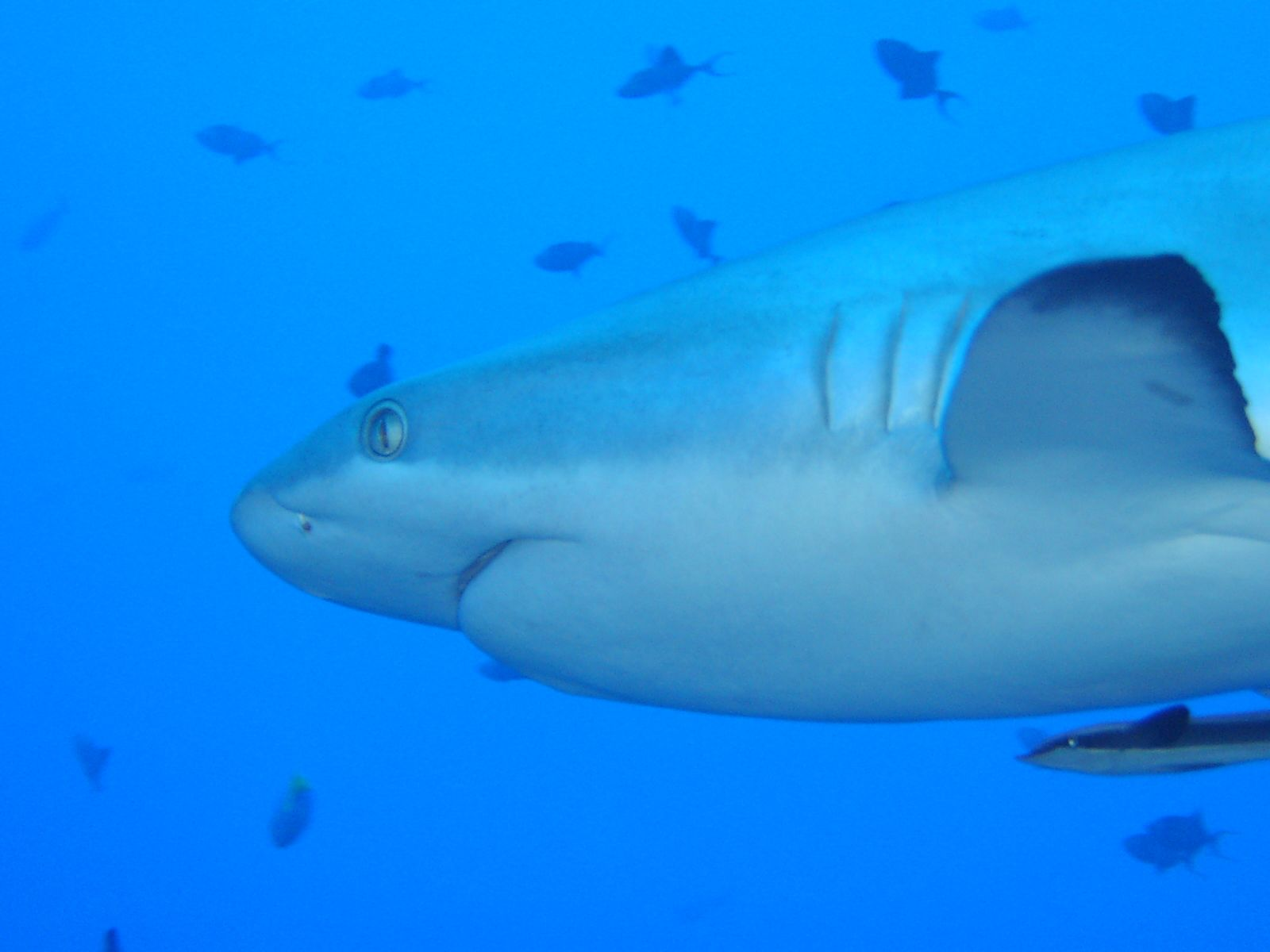
Khe mang của một con cá mập sọc trắng

Chú thích số 4: khe mạng của một con cá mút đá

Khe mang là các khe hở trên cơ thể một động vật nối thông môi trường bên ngoài với mang của con vật đó, và các khe hở này không có bộ phận nào che đậy. Khe mang là đặc trưng của các loài cá sụn tỉ như cá mập và cá đuối. Phần lớn các loài cá này có 5 cặp khe mang, nhưng một số loài có tới 6 hay 7 cặp. Khe mang của cá mập không có nắp che đậy và được sắp thành hai dãy ở hai bên cơ thể, phía sau đầu. Rìa phía trước của khe mang có thể cử động: chúng mở ra ngoài để nước từ mang thoát ra và đóng lại để ngăn nước chảy ngược vào. Ngoài ra, phía sau mỗi mắt của cá còn tồn tại một lỗ thở có tác dụng bơm nước vào mang cho cá hô hấp, chúng đặc biệt hiện rõ ở các loài cá mập sống ở vùng đáy nước và bơi chậm. Đối với các loài cá mập bơi nhanh, hiếu động sống ở vùng biển khơi, lỗ thở thường bị tiêu giảm hoặc ít hoạt động. Các loài cá mập này không dùng lỗ thở để bơm nước mà sử dụng động tác bơi nhanh để tạo chuyển động tương đối của nước qua mang. Một số loài trong chúng hoàn toàn mất khả năng chủ động bơm nước vào mang qua lỗ thở, vì vậy chúng bắt buộc phải bơi liên tục để tạo dòng nước chảy phục vụ cho hô hấp - nói cách khác khi ngừng di chuyển những loài cá mập này sẽ chết vì ngạt thở. Một số loài cá xương cũng bắt buộc phải bơi liên tục để hô hấp như vậy. Trái với cá mập, các loài cá xương chỉ có một khe hở nối môi trường ngoài tới mang và khe này được che bởi một nắp mang.
Mang cá phát triển từ một khe mang phôi thai trong các bào thai, cơ quan này hiện nay được gọi là khe hầu vì ở các động vật bốn chân chúng không phát triển thành mang như ở cá.